# Оргоцка, Димитер
Димитер Оргоцка (алб. Dhimitër Orgocka; 24 октября 1936, Корча — 1 января 2021, там же) — албанский актёр театра и кино, режиссёр, народный артист Албании, лауреат Государственной премии.

## Биография
Окончил факультет албанского языка в Тиранском университете. После окончания учёбы устроился профессиональным актёром в театр Андона Зако Чаюпи (Teatri Andon Zako Çajupi) в Корче, одну из важнейших театральных сцен Албании.
Как режиссёр поставил 104 спектакля.
Дебютировал на киноэкране в 1968 году в фильме «Horizonte te hapura», в котором сыграл одну из главных ролей. За свою карьеру снялся в 10 художественных и телевизионных фильмах. За роль в фильме «Yjet e neteve te gjata» был удостоен государственной премии.
Албанские власти присвоили ему звание «Заслуженного артиста» (Artist i Merituar) и «Народного артиста» (Mjeshtër i Madh).
Умер от кровоизлияния в мозг.

## Награды
Является лауреатом нескольких национальных и международных наград:
- Премия за лучшую роль в монодраме «Амок» по Стефану Цвейгу на 8-м Фестивале театров в Киеве, Украина, 2005.
- Премия за лучшую роль в монодраме «Амок» по Стефану Цвейгу на Фестивале международных театров в Битоле и Македонии, 2005 г.
- Гран-при Сулейман Питарка за постановку драмы Скендера Демоллита «Dhëndër për Kristinën» на V фестивале албанских театров в Македонии, «Дибра 2006».
- Кубок фестиваля монодрамы «Амок» по Стефану Цвейгу на международном фестивале монодрамы в Польше 2007 г.

## Память
- В 2007 году Дом культуры в Малик был назван в его честь.

## Фильмография
- Njerëz në rrymë — (1989) — Бани Башари
- Përsëri pranverë — (1987) — Дамо Брегу
- Dasëm e çuditëshme — (1986) — Риза Островица
- Asgjë nuk harrohet — (1985) — Дядя Фаня
- Gjeneral gramafoni — (1978) — Мисир
- Pas gjurmëve — (1978) —  отец Скендера и Луана
- Flamur në dallgë — (1977) (TВ) — лейтенант Антонио
- Rrugicat që kërkonin diell — (1975) — Антонио
- Yjet e netëve të gjata — (1972) — Бато Коланечи, начальник отдела
- Horizonte të hapura — (1968)… — Уран